# Magnolia sieboldii
Magnolia sieboldii là một loài thực vật có hoa trong họ Magnoliaceae. Loài này được K.Koch mô tả khoa học đầu tiên năm 1853.